# Nicolae Ștefănuță
Nicolae Ștefănuță (Resinár község, 1982. január 3. –) román diplomata, politikus, európai parlamenti képviselő.

## Pályafutása
2004-ben a Temesvári Nyugati Tudományegyetemen közgazdász diplomát, 2006-ban a Bécsi Egyetemen európai tanulmányok mesterfokozatot szerzett. 2014-ben közpolitika-menedzsment mesterfokozatot szerzett a washingtoni Georgetown Egyetemen.
2007-től 2011-ig az Európai Parlamentnél dolgozott különböző beosztásokban, majd 2018-ig európai uniós tisztviselőként. 2018 és 2019 között európai uniós diplomata volt.

### Politikai pályafutása
2019-ben európai parlamenti képviselővé választották az USR színeiben, így a Renew képviselőcsoporthoz csatlakozott.